# 크메르 공화국
크메르 공화국(크메르어: សាធារណរដ្ឋខ្មែរ 사테아라나크라트 크메르, 프랑스어: République Khmère)은 1970년 10월 1일 캄보디아에 세워진 공화국이다.

## 역사
크메르 공화국은 1970년 3월 18일, 캄보디아 민족회의 하원이 갑자기 소집되어 캄보디아 왕국의 국왕인 노로돔 시아누크를 폐위시키기로 만장일치로 결의하고, 그 해 10월 시아누크의 친구였던 론 놀을 대통령에 취임시키면서 등장하게 되었다. 하지만 론 놀이 대통령에 취임하자 캄보디아는 분열되고, 시아누크는 베이징에 머물며 크메르 공화국과의 투쟁을 라디오로 선동했고, 1972년부터 압박을 가하기 시작하였고, 결국 캄보디아 내전이 일어난다.
그러나 무능한 크메르 정부군은 계속되는 베트남의 지원을 받은 공산군에게 계속 패배했다. 또 미국의 지원은 론 놀 정부의 부정부패를 낳아 원성을 불러일으켰고, 미군의 폭격은 많은 민간인에게도 엄청난 피해를 줘, 국민들은 미국과 크메르 공화국을 증오하게 된다. 결국 국민의 지지를 받은 공산군은 1975년 4월 17일에 프놈펜에 입성했고, 크메르 루주의 민주 캄푸치아가 세워지게 된다. 이로서 국민들의 신임을 잃어버린 크메르 공화국은 캄보디아의 역사의 길에서 영원히 사라지게 되었다.

## 같이 보기
- 캄보디아 내전